# Joakim Fredrik Preis
Joakim Fredrik Preis, född omkring 1667 i Dorpat (Tartu) i Estland, död 22 december 1759 i Haag, Nederländerna, var en svensk friherre och diplomat.

## Familjeförhållanden
Joakim Fredrik Preis var son till Georg Preisius och Hedvig Schultz. Fadern var teologie doktor och superintendent i Livland.
Joakim Fredrik Preis gifte sig med Maria Elisabeth Reinders i Haag. Hon var född 6 januari 1697 i Deventer i Overijssel i Nederländerna, död 15 juni 1745 i Haag. Hon var dotter till löjtnanten Adriaen Reinders (Adrian Reijnders) och Wibbelina Henriks (Veblina Pietersson). De gifte sig den 17 december 1726 av svensk präst och den 8 juni 1732 genom magistratens föranstaltande av holländsk präst i Haag i Nederländerna, eftersom om hans fru skulle bli änka skulle hon kunna uppvisa formellt bevis på sitt giftermål efter landets lagar.
Preis blev far till två döttrar, Hedvig (född 13 oktober 1727 i Haag, stiftsjungfru, död ogift 1 september 1773 på Ulvsunda slott) och Fredrika Ulrika (född 14 december 1732, stifstsjungfru, död ogift 23 december 1752), samt en son, Fredrik Preis till Ulvsunda (född 1 mars 1734 i Haag), kommissionssekreterare i Haag, anställd i svenska Riksarkivet 26 juli 1762, kunglig sekreterare 24 januari 1763, död barnlös 7 juni 1788 på Ulvsunda och slöt ätten. Ytterligare sex söner föddes i äktenskapet, en son dödfödd och två söner, tvillingar dödfödda 1735 samt tre söner dödfödda mellan 1736 och 1744.

### Adelskap
Joakim Fredrik Pris adlades den 22 augusti 1719 och introducerades 1723 (diplom den 25 november 1745). Släkten Preis nr 261 blev friherrlig den 18 oktober 1756 och introducerades 1776. Hans bror assessorn i pernauska lanträtten Georg Preis (född 1657, död 1743), adlades den 5 juni 1699 med namnet von Preis, men tog icke introduktion på Riddarhuset. Ätten dog ut den 7 juni 1788, då Joakim Fredrik Preis son Fredrik Preis avled.

## Biografi
Joakim Fredrik Preis blev inskriven vid lyceet i Riga 1689, tjänstgjorde vid kungliga kansliet och var sekreterare hos Johan Palmqvist i Paris 1695, kommissionssekreterare i Haag 9 februari 1703, resident hos Generalstaterna från 16 april 1719 till 1725, envoyé extraordinarie i Haag 31 oktober 1721. Han avsade sig utnämningen. Därefter blev han hovråd 21 oktober 1723, kansliråd och envoyé extraordinarie hos Generalstaterna 16 augusti 1725. Han erhöll nytt kreditivbrev 4 april 1751.

### Hovkansler och ministerpresident i Haag
Efter Palmqvists befordran till hovkansler 1714 kvarstannade Preis som chargé d’affaires i Haag, där han 1719 blev ministerresident och 1725 envoyé, och på denna post kvarstannade han ända till sin död, då han säkerligen var den äldste diplomat i aktiv tjänst, som någonsin funnits. Redan 1721 hade han avsagt sig posten som envoyé. Hans statsskrifter finns till stor del i Lambertys "Mémoires pour servir à Histoire du XVIII:me siècle". Hans diplomatiska korrespondens, den fullständigaste och största, som någon svensk beskickningschef efterlämnat, förvaras i svenska Riksarkivet.

### Sekreterare i Paris
Joakim Fredrik Preis själv var yngst i sin syskonskara på 16 barn och blev faderlös redan 1675. Uppgifterna om hans ungdomsår är vaga. Han sägs ha uppfostrats i Riga hos generalguvernören över Livland och Riga greve Jacob Johan Hastfer, först till präst och senare till ämbetsman. Säkert känt är, att han 1689 skrevs in vid lyceet i Riga. Han uppges också under en tid, tack vare förmedling av sin fadder Thomas Polus, ha tjänstgjort vid kansliet i Stockholm och därefter företagit en utländsk resa med studier i bland annat Leiden, Oxford och Cambridge, men säkra belägg härför saknas. 1695 trädde dock Preis i förbindelse med det svenska sändebudet i Paris Johan Palmqvist och anställdes av denne som privat avlönad sekreterare. Preis torde ha biträtt Palmqvist vid handläggningen av de talrika kommersiella och finansiella tvistefrågorna mellan Sverige och Frankrike, vilket säkerligen har varit av stor betydelse för hans senare verksamhet.

### Kommissionssekreterare i Haag
När Palmqvist 1702 förflyttades till Haag följde Preis honom till Nederländerna och utnämndes följande år, 1703, till kommissionssekreterare. Under Stora nordiska kriget var Haag ett centrum för nyhetsförmedling och svensk propaganda. Preis var en god publicist och tog verksam del i utformandet av den propaganda som skulle bevisa den svenske konungens fredsvilja och rättfärdighet och hans fienders trolöshet. Sedan ryssarna erövrat de svenska hamnarna i Baltikum, inriktades propagandan på att visa faran från Ryssland inom den internationella handeln och på försvar av den svenska blockadpolitiken. Åtskilliga av dessa propagandaalster översattes till främmande språk och trycktes i olika gazetter, varvid Preis språkkunskaper kom till stor nytta.

### Diplomat i Nederländerna
Mot slutet av Stora nordiska kriget blev Preis som diplomat alltmer indragen i den politiska verksamheten, inte minst i samband med att Georg Heinrich von Görtz diplomati och utrikespolitik till stor del kom att förläggas till Nederländerna. Preis synes ha varit väl insatt i dennes system att genom förhandlingar åt olika håll splittra Sveriges fiender. När Georg Heinrich von Görtz i februari-augusti 1717 satt fängslad i Nederländerna kunde han med hjälp av Preis upprätthålla kontakter med yttervärlden. Preis bemyndigades också att själv föra förhandlingar i fredsfrågan med bland annat Preussen och Ryssland, och han var livligt verksam vid förberedelserna inför den svenskryska kongressen på Åland 1718.

### Beskickningen i Haag
Under frihetstiden förlorade den svenska beskickningen i Haag en stor del av sin politiska betydelse, medan den däremot blev ett centrum för Sveriges kommersiella och teknologiska kunskaparväsen. Genom sina förvånansvärt stora juridiska och praktiska kunskaper och sina vidsträckta förbindelser var Preis i stånd att ge svenska regeringen liksom Kommers- och Bergskollegierna värdefulla upplysningar, och han hade också förmåga att kritiskt granska de ofta ganska fantastiska planer som dök upp.

### Fiskerifrågorna
Preis ägnade fiskerifrågorna stort intresse och bidrog med upplysningar vid tillkomsten av ett svenskt fiskerikompani. De regler som på 1750-talet utfärdades för den svenska fiskerinäringen återgick delvis på av Preis förmedlade holländska förebilder. På samma sätt vidarebefordrade han till Sverige kunskap om ny teknik. Bland annat erhöll Bergskollegium genom Preis noggranna beskrivningar av den nya teknologi som syftade till att med hjälp av ångmaskiner pumpa vatten ur gruvorna. Emanuel Swedenborg torde vid en resa till Nederländerna på 1720-talet ha fört diskussioner med Preis i liknande frågor.

### Arkiv
Preis långa diplomatiska tjänstgöringstid avsatte ett mycket stort arkiv. Hans beskickningsarkiv är Diplomatisamlingens största. Preis berättelser och depescher, där stort och smått blandas, tenderade att bli alltmer vidlyftiga, vilket medförde att uppläsningen av dem i berörda instanser blev ytterst tidskrävande.
Joakim Fredrik Preis avled den 22 december 1759 i Haag och begravdes där den 28 december. Carl Gustaf Tessin berömmer i "Tessiniana" hans trogna och redliga tjänst.